# Liste des aéroports les plus fréquentés en Macédoine du Nord
Cet article donne le classement des aéroports de Macédoine du Nord en nombre annuel de passagers. 

## En graphique
Pour des raisons techniques, il est temporairement impossible d'afficher le graphique qui aurait dû être présenté ici.

Voir la requête brute et les sources sur Wikidata.